# N+1 (rivista statunitense)
n+1 è una rivista letteraria statunitense che pubblica articoli di critica sociale, politica, letteraria ed artistica, con sede a New York.
Ha cadenza semestrale e viene pubblicata ogni primavera ed autunno. Tuttavia, i suoi contenuti vengono pubblicati settimanalmente sul sito della rivista.